# Sarothrias hygrophilus
Sarothrias hygrophilus  (лат.) — вид мелких жуков рода Sarothrias из семейства Якобсонииды (Jacobsoniidae). Южная Азия.

## Распространение
Индия.

## Описание
Очень мелкие жуки, которые имеют длину около 2 мм, желтовато-коричневого цвета. Надкрылья с вдавленными 1, 2 и 3 рядами, 2 и 3-й ряды соединяются на уровне метакокс или позади его. 3-й ряд надкрылий соединяется со вторым только остаточными пунктурами. Пронотум лишён чешуевидных щетинок.
Эпиплевральный и латеральный кили оканчиваются на одном уровне. Формула лапок 3-3-3, булава усиков 3-члениковая.
Вид Sarothrias hygrophilus Pal, 1998 был впервые описан в 1998 году и энтомологом Т. К. Палом (T. K. Pal), а его валидный статус подтверждён в ходе ревизии, проведённой в 2015 году китайскими энтомологами (Wen-Xuan Bi, Шанхай; Chang-Chin Chen, Tianjin New Wei San Industrial Company, Limited, Tianjin; Mei-Ying Lin, National Zoological Museum of China, Пекин, Китай).